# Stewart Coffin
Stewart T. Coffin (* um 1930) ist ein US-amerikanischer Spieleerfinder. Er gilt als der weltweit bekannteste Puzzleentwickler. 140 Originalentwürfe von komplexen Puzzles gehen auf Coffin zurück.

## Biographie
Stewart Coffin studierte Elektroingenieurwesen an der University of Massachusetts in Amherst und schloss 1953 ab. Er arbeitete in den Lincoln Laboratorys des Massachusetts Institute of Technology (MIT) und baute von 1953 bis 1958 dort Computer. 1964 verließ er die Computerentwicklung um Kanus und andere Boote zu bauen. Mit seiner Familie zog er auf eine Farm bei Lincoln, Massachusetts.
Heute lebt Coffin in Lexington, Massachusetts, wohin er 2011 zog. Er ist Vater von drei Töchtern.

## AP-Art
Die Entwicklung seiner Vieleck-Formen nennt Coffin „AP-ART“, sculptural art that comes apart (dt. „plastische Kunst, die in Stücke geht“). Er entwickelt komplexe abstrakte Formen aus zusammengefügten Holzpuzzleteilen. 
Coffins bisher kompliziertestes Puzzle ist „Jupiter“. Dabei handelt es sich um einen zergliederten, burgartigen Triakontaeder mit zwölf identischen Riegeln. Coffin klebte die Form aus 60 Einzelstücken zusammen. Um den gewünschten optischen Effekt zu erzielen, benutzte er sechs Hölzer mit kontrastierender Maserung.

## Publikationen (Auswahl)
- Geometric puzzle design (2007)
- The puzzling world of polyhedral dissections (1990)
- Puzzle craft (1985)